# Ye, Hebei
För andra betydelser, se Ye.
För andra betydelser, se Yecheng.
Ye eller Yecheng (邺城; Yèchéng) var en forntida kinesisk huvudstad. Ye var till och från huvudstad mellan år 213 till 577 under dynastierna Cao Wei, Senare Zhao, Tidigare Yan, Östra Wei och Norra Qi.
Ye låg 20 km sydväst om Linzhang norr om Zhangfloden, 20 km norr om Anyang i Hebei. Staden är uppdelad i en norra och en södra del. Den norra delen uppfördes under Cao Wei, och den södra delen under Östra Wei.
Ye förstördes slutligen år 580, och utgrävningar av stadens ruiner har pågått sedan 1950-talet. 3 km öster om Ye vid Zhangfloden hittades 2012 en grop med en stor mängd begravda buddhastatyer. Inskriptioner i statyer tyder på att de härrör till Östra Wei och  Norra Qi. Det finns även fynd från Norra Wei och från Tangdynastin. 1 km söder om Ye har ett fundament av en buddhistisk pagod och ett kloster hittats.